# コリンズ級潜水艦
コリンズ級潜水艦（コリンズきゅうせんすいかん Collins-class submarine）はオーストラリア海軍の潜水艦の艦級。通常動力型潜水艦であり、潜舵は司令塔にある。

## 概要
設計はスウェーデン海軍の潜水艦を担当するコックムス社で、本級はスウェーデン海軍のヴェステルイェトランド級を参考にしているが、2倍から3倍の排水量を有するほど大型化されており、搭乗する乗員数も増加している。
兵器や電子機器はイギリスやアメリカ合衆国等多彩な国のものが採用されている。建造は南オーストラリア州アデレードのオーストラリア潜水艦企業体で行われた。
オーストラリア海軍は本級の就役により、オベロン級6隻を順次、退役させた。

## 運用史
2022年5月、オーストラリア海軍は検討中のLOTE（Life of Type Extension、近代化改修）の一環として、本級にトマホーク巡航ミサイルの運用能力付与を検討中であると発表した。LOTE計画では、2026年から2年に1隻のペースで、本級の近代化改修を行う計画であり、各種センサーの近代化及び動力・推進機関のオーバーホールが実施される。コリンズ級はVLSを装備しておらず、トマホークを装備する場合魚雷発射管発射型の導入となるが、魚雷発射管発射型のタクティカル・トマホークは現在生産が終了している。生産再開のためには多額の資金調達が必要になるとみられる。
2023年1月12日、元オーストラリア海軍長官マイケル・ヌーナン中将が、在職中の2022年6月23日に新兵募集広告撮影任務中の本級潜水艦に恋人を乗船させ、プロポーズを行ったと報じられた。

## 評価
コリンズ級は設計の段階から様々な問題が指摘されており、導入後も技術的な問題やオーストラリア海軍の人員不足から運用に支障が生じるなどした。オーストラリアのメディアから厳しい批判をあびている。
コリンズ級は優れた潜水艦とは言えず、騒音は劣悪で、信頼性は低く、故障も頻発し、時には運用可能な潜水艦がわずか1隻という時すらあった。オーストラリア国内では、コリンズ級の開発は「失敗」とする意見もある。

## 更新計画
2016年4月26日、ターンブル首相はコリンズ級に変わる新型潜水艦として、フランスのシュフラン級原子力潜水艦の通常動力化（ブロック 1A）を選定したと発表した。
2021年9月15日、アメリカ、イギリス、オーストラリアの3カ国間によってAUKUSの創設が発表された。加えて、アメリカからオーストラリアに対し原子力潜水艦の技術供与も行われると発表した。このため、上記のフランスの技術支援により通常動力型潜水艦を導入する計画は破棄された。

## 同型艦
1996年から2003年にかけて6隻が就役した。艦名は歴代のオーストラリア海軍軍人の名前からとられたものである。
| 艦番号 | 艦名                         | 起工           | 進水            | 就役           |
| ------ | ---------------------------- | -------------- | --------------- | -------------- |
| SSG 73 | コリンズ HMAS Collins        | 1990年 2月14日 | 1993年 8月28日  | 1996年 7月27日 |
| SSG 74 | ファーンコム HMAS Farncomb   | 1991年 3月1日  | 1995年 12月15日 | 1998年 1月31日 |
| SSG 75 | ウォーラー HMAS Waller       | 1992年 3月19日 | 1997年 3月14日  | 1999年 7月10日 |
| SSG 76 | デシャニュー HMAS Dechaineux | 1993年 3月4日  | 1998年 3月12日  | 2001年 2月24日 |
| SSG 77 | シーアン HMAS Sheean         | 1994年 2月17日 | 1999年 5月3日   | 2001年 2月24日 |
| SSG 78 | ランキン HMAS Rankin         | 1995年 5月12日 | 2001年 11月7日  | 2003年 3月26日 |